# Chengiopanax fargesii
Chengiopanax fargesii là một loài thực vật có hoa trong Họ Cuồng. Loài này được (Franch.) C.B.Shang & J.Y.Huang mô tả khoa học đầu tiên năm 1993.